# أنتونيس إيلياديس
أنتونيس إيلياديس هو لاعب كرة قدم يوناني في مركز الدفاع، ولد في 27 يوليو 1993 في إيماثيا في اليونان. لعب مع باس جيانينا.

## وصلات خارجية
- أنتونيس إيلياديس على موقع قاعدة بيانات كرة القدم.إي يو (الإنجليزية)
- أنتونيس إيلياديس على موقع Soccerway.com (الإنجليزية)